# 삼영엠텍
삼영엠텍(Samyoung M Tek Co. Ltd.)는 대한민국의 플랜트 기자재 및 선박엔진 구조재 등 철강소재와 구조물 구조재 등 교량건설에 필요한 장치를 생산 및 판매 기업이다. 본사는 경상남도 함안군 칠서면 삼칠로 631-35에 위치해 있으며 대표이사는 전창옥이다.

## 논란
주주들이 회사를 상대로 의결권행사 금지 가처분 소송을 제기하였고 기각되었다

## 참고문헌
1. ↑  권태성, 삼영엠텍, K-조선 올해 140억 달러 수주…글로벌 60% 점유 MBS 기대감에 강세, 이투데이, 2023-07-04
2. ↑  삼영엠텍 주가 초반 급등, 경영권 분쟁에 매수세 몰려, 비즈니스포스트, 2020-03-11
3. ↑  전재욱, 삼영엠텍, 의결권행사 금지 소송 승소, 이데일리, 2020-03-26